# Радзинь-Весь
Радзинь-Весь (пол. Radzyń-Wieś) — село в Польщі, у гміні Радзинь-Хелмінський Ґрудзьондзького повіту Куявсько-Поморського воєводства.
Населення — 145 осіб (2011).
У 1975-1998 роках село належало до Торунського воєводства.

## Демографія
Демографічна структура станом на 31 березня 2011 року:
|          | Загалом | Допрацездатний вік | Працездатний вік | Постпрацездатний вік |
| -------- | ------- | ------------------ | ---------------- | -------------------- |
| Чоловіки | 79      | 18                 | 54               | 7                    |
| Жінки    | 66      | 13                 | 41               | 12                   |
| Разом    | 145     | 31                 | 95               | 19                   |